# Newton St Faith
Newton St Faith är en by i civil parish Horsham St. Faith and Newton St. Faith, i distriktet Broadland, i grevskapet Norfolk i England. Byn är belägen 7 km från Norwich. Byn hade 501 invånare år 2021.